# Europamästerskapet i fotboll för damer
Europamästerskapet i fotboll för damer, ofta på svenska skrivet som Dam-EM i fotboll eller UEFA Euro, är det europeiska mästerskapet för landslag i damfotboll. Det arrangeras av det europeiska fotbollsförbundet Uefa, som har varumärkesskyddat namnet UEFA Women's Euro för turneringen.

## Historik
Första gången turneringen anordnades var 1984. Då presenterades det (officiellt) som European Competition for Representative Women's Teams, då det inte var ett officiellt sanktionerat mästerskap av UEFA. 1991 ändrades namnet till det nuvarande då turneringen fick officiell status som europamästerskapet av UEFA. 1987–1997 anordnades turneringen vartannat år och de år den sammanföll med det sedan 1991 vart fjärde år återkommande världsmästerskapet fungerade den som kvalturnering till VM. Från 1997 anordnas turneringen vart fjärde år, med två års förskjutning gentemot världsmästerskapet.

## Resultat
| År   | Värdnation    | Final         | Final              | Final    | Match om tredjepris   | Match om tredjepris              | Match om tredjepris              |
| År   | Värdnation    | Vinnare       | Resultat           | Tvåa     | Trea                  | Resultat                         | Fyra                             |
| ---- | ------------- | ------------- | ------------------ | -------- | --------------------- | -------------------------------- | -------------------------------- |
| 1984 | Hemma / Borta | Sverige       | 1–0 0–1 (4–3 str.) | England  | Danmark · Italien     | Match om tredjepris spelades ej. | Match om tredjepris spelades ej. |
| 1987 | Norge         | Norge         | 2–1                | Sverige  | Italien               | 2–1                              | England                          |
| 1989 | Västtyskland  | Västtyskland  | 4–1                | Norge    | Sverige               | 2–1 (e.f.)                       | Italien                          |
| 1991 | Danmark       | Tyskland      | 3–1 (e.f.)         | Norge    | Danmark               | 2–1                              | Italien                          |
| 1993 | Italien       | Norge         | 1–0                | Italien  | Danmark               | 3–1                              | Tyskland                         |
| 1995 | Tyskland      | Tyskland      | 3–2                | Sverige  | England · Norge       | Match om tredjepris spelades ej. | Match om tredjepris spelades ej. |
| 1997 | Norge Sverige | Tyskland      | 2–0                | Italien  | Spanien · Sverige     | Match om tredjepris spelades ej. | Match om tredjepris spelades ej. |
| 2001 | Tyskland      | Tyskland      | 1–0 (e.f.)         | Sverige  | Danmark · Norge       | Match om tredjepris spelades ej. | Match om tredjepris spelades ej. |
| 2005 | England       | Tyskland      | 3–1                | Norge    | Finland · Sverige     | Match om tredjepris spelades ej. | Match om tredjepris spelades ej. |
| 2009 | Finland       | Tyskland      | 6–2                | England  | Nederländerna · Norge | Match om tredjepris spelades ej. | Match om tredjepris spelades ej. |
| 2013 | Sverige       | Tyskland      | 1–0                | Norge    | Danmark · Sverige     | Match om tredjepris spelades ej. | Match om tredjepris spelades ej. |
| 2017 | Nederländerna | Nederländerna | 4–2                | Danmark  | England · Österrike   | Match om tredjepris spelades ej. | Match om tredjepris spelades ej. |
| 2022 | England       | England       | 2–1 (e.f.)         | Tyskland | Sverige · Frankrike   | Match om tredjepris spelades ej. | Match om tredjepris spelades ej. |
| 2025 | Schweiz       | England       | 1–1 (3–1 str.)     | Spanien  | Italien · Tyskland    | Match om tredjepris spelades ej. | Match om tredjepris spelades ej. |

## Deltagare
| Deltagare     | 1984 | 1987 | 1989 | 1991 | 1993 | 1995 | 1997 | 2001 | 2005 | 2009 | 2013 | 2017 | 2022 | 2025 |
| ------------- | ---- | ---- | ---- | ---- | ---- | ---- | ---- | ---- | ---- | ---- | ---- | ---- | ---- | ---- |
| Belgien       |      |      |      |      |      |      |      |      |      |      |      | X    | X    | X    |
| Danmark       | 3    |      |      | 3    | 3    |      | X    | 3    | X    | X    | 3    | 2    | X    | X    |
| England       | 2    | X    |      |      |      | 3    |      | X    | X    | 2    | X    | 3    | 1    | 1    |
| Finland       |      |      |      |      |      |      |      |      | 3    | X    | X    |      | X    | X    |
| Frankrike     |      |      |      |      |      |      | X    | X    | X    | X    | X    | X    | 3    | X    |
| Island        |      |      |      |      |      |      |      |      |      | X    | X    | X    | X    | X    |
| Italien       | 3    | 3    | X    | X    | 2    |      | 2    | X    | X    | X    | X    | X    | X    | 3    |
| Nederländerna |      |      |      |      |      |      |      |      |      | 3    | X    | 1    | X    | X    |
| Nordirland    |      |      |      |      |      |      |      |      |      |      |      |      | X    |      |
| Norge         |      | 1    | 2    | 2    | 1    | 3    | X    | 3    | 2    | 3    | 2    | X    | X    | X    |
| Polen         |      |      |      |      |      |      |      |      |      |      |      |      |      | X    |
| Portugal      |      |      |      |      |      |      |      |      |      |      |      | X    | X    | X    |
| Ryssland      |      |      |      |      |      |      | X    | X    |      | X    | X    | X    |      |      |
| Schweiz       |      |      |      |      |      |      |      |      |      |      |      | X    | X    | X    |
| Skottland     |      |      |      |      |      |      |      |      |      |      |      | X    |      |      |
| Spanien       |      |      |      |      |      |      | 3    |      |      |      | X    | X    | X    | 2    |
| Sverige       | 1    | 2    | 3    |      |      | 2    | 3    | 2    | 3    | X    | 3    | X    | 3    | X    |
| Tyskland      |      |      | 1    | 1    | X    | 1    | 1    | 1    | 1    | 1    | 1    | X    | 2    | 3    |
| Ukraina       |      |      |      |      |      |      |      |      |      | X    |      |      |      |      |
| Wales         |      |      |      |      |      |      |      |      |      |      |      |      |      | X    |
| Österrike     |      |      |      |      |      |      |      |      |      |      |      | 3    | X    |      |
| Deltagare     | 1984 | 1987 | 1989 | 1991 | 1993 | 1995 | 1997 | 2001 | 2005 | 2009 | 2013 | 2017 | 2022 | 2025 |

## Medaljtabell
| Nr | Nation        | Guld | Silver | Brons | Totalt |
| -- | ------------- | ---- | ------ | ----- | ------ |
| 1  | Tyskland      | 8    | 1      | 1     | 10     |
| 2  | Norge         | 2    | 4      | 3     | 9      |
| 3  | England       | 2    | 2      | 2     | 6      |
| 4  | Sverige       | 1    | 3      | 5     | 9      |
| 5  | Nederländerna | 1    | 0      | 1     | 2      |
| 6  | Italien       | 0    | 2      | 3     | 5      |
| 7  | Danmark       | 0    | 1      | 5     | 6      |
| 8  | Spanien       | 0    | 1      | 1     | 2      |
| 9  | Finland       | 0    | 0      | 1     | 1      |
| 9  | Österrike     | 0    | 0      | 1     | 1      |
| 9  | Frankrike     | 0    | 0      | 1     | 1      |

## Anmärkningslista
1. 1 2 3  Inklusive Västtyskland
2. ↑  Inget specifikt värdland. Lagen mötes hemma och borta.
3. ↑  Endast finalen spelades i Tyskland.